# Knema curtisii
Knema curtisii är en tvåhjärtbladig växtart som först beskrevs av George King, och fick sitt nu gällande namn av Otto Warburg. Knema curtisii ingår i släktet Knema och familjen Myristicaceae.

## Underarter
Arten delas in i följande underarter:
- K. c. amoena
- K. c. arenosa
- K. c. paludosa